# Кад ја тамо а оно међутим
„Кад ја тамо а оно међутим“ је назив књиге која представља збирку „графита“, а који су сакупљени посредством радио емисије „Облак у бермудама“ која се од 1991. до 1995. емитовала на радио Пингвину, а крајем 1995. и све до 2003. на радио Индексу. Емисија је преносила разне духовите поруке које су слали слушаоци, да би коначно најбоље биле објављене у штампи. Тако је 1996. настала књига са преко 3.000 прилога, а касније је Ненад Атанасковић из фирме MONO & MANANA дао идеју и за џепно издање. Књига је посвећена Београђанима и свима који воле Београд; којима је овај град „све што имају и све што немају“.

## Одабрани графити[1]
Зашто погрешан телефонски број никада није заузет?
Носим стаклене наочаре јер се кроз лимене ништа не види.
Најглупље је када ти 12. септембар падне на петак тринаести.
Гледам фотографију њене бабе и деде са венчања и мислим: Баш су јој млади деда и баба!
Најбољи инструктори пливања су пиране.
Водите љубав, а не радио емисије!
Што је више књига о заштити шума то је мање шума!